# Escàndia
|  | Per a altres significats, vegeu «Scandia». |

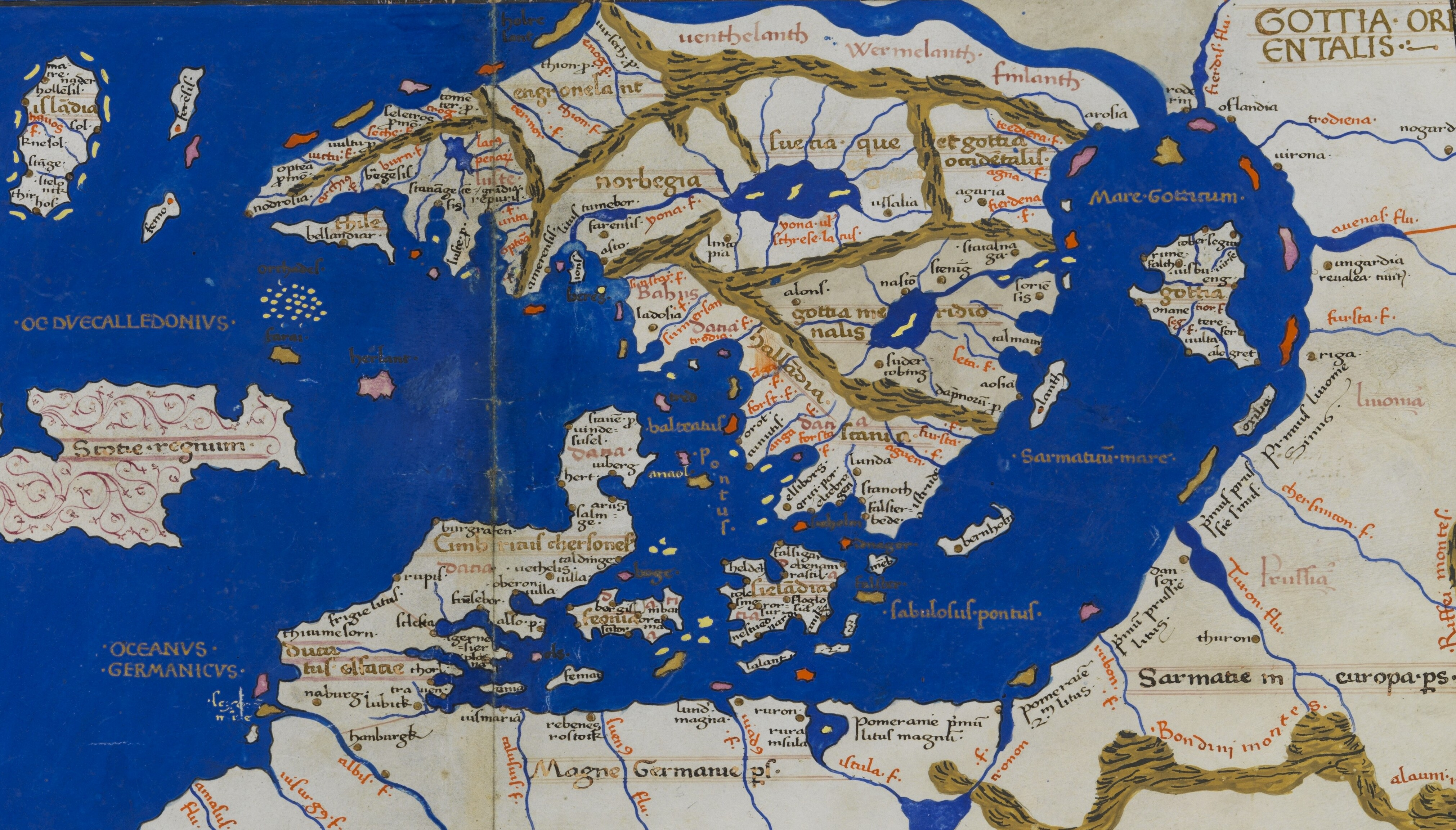
Mapa d'Escandinàvia, de Nicolau Germano, per una publicació de 1467 de Cosmografia de Claudio Ptolemeu de Alexandria.

Escàndia (en llatí Scandia, en grec antic Σκανδία) és un dels antics noms per a referir-se a Escandinàvia.
Al començament de l'Imperi Romà, en temps d'August, es parla de Candanovia o Cadanonia, que potser eren Noruega i Suècia i se suposava que era una illa. Píteas (380 -310 aC) un explorador grec, parla de l'illa de Tule, que s'ha interpretat que podria ser la part oriental d'Escàndia.
Pomponi Mela que va escriure durant el regnat de Claudi, diu que al nord d'Albió (Britànnia) hi havia una badia immensa plena d'illes grans i petites, i entre elles el mar fluïa per canals llargs i estrets. No dona cap nom per aquestes illes però diu que estaven habitades pels hermions. Parla també del Sinus Codanus (Candanòvia o Cadanònia), que podria ser el nom que va donar lloc a Escandinàvia. Mela la descriu com la més gran de totes les illes d'aquell mar, diu que era ubèrrima i la fa habitada pels teutons.
El nom apareix com Scandia a Plini el vell, i diu que era una de les illes a l'est de Britànnia, situada al sinus Codanus ple de nombroses illes. Claudi Ptolemeu parla de quatre illes a l'est del Quersonès Címbric que anomena Scandiae Insulae (Σκανδίαι νῆσοι) i diu que la més gran i oriental era anomenada Scandia. Ptolemeu diu que els seus habitants eren els chaedini (Χαιδεινοί), els phavonae (Φαυόναι), els phiraesi (Φιραῖσοι), els gutae (Γοῦται), els dauciones (Δαυκίωνες) i els levoni (λευῶνοι). Jordanes dona una llista de 28 tribus o pobles. Tàcit esmenta als sitones o suisones (moderns suecs). Els gots i els longobards tenien suposadament origen a Scandia.